# Vicatia coniifolia
Vicatia coniifolia là một loài thực vật có hoa trong họ Hoa tán. Loài này được Wall. ex DC. miêu tả khoa học đầu tiên năm 1830.